# Kodeks 0144
Kodeks 0144 (Gregory-Aland no. 0144) ε 012  (Soden) – grecki kodeks uncjalny Nowego Testamentu na pergaminie, paleograficznie datowany na VII wiek. Nieznane jest obecne miejsce przechowywania rękopisu.

## Opis
Do dziś zachowały się 2 karty kodeksu (29 na 21 cm) z tekstem Ewangelii Marka (6,47-7,14).
Tekst pisany jest dwoma kolumnami na stronę, w 28 linijkach w kolumnie.

## Tekst
Kurt Aland nie zaklasyfikował tekstu kodeksu do żadnej ze swych kategorii.

## Historia
Kodeks datowany jest na VII wiek.
Rękopis był widziany w Kubbat al-Chazna w Damaszku, obecne miejsce jego przechowywania jest nieznane.